# Liste des aéronefs protégés au titre des monuments historiques
La liste des aéronefs protégés au titre des monuments historiques, recense les aéronefs de France classés ou inscrits au titre des monuments historiques.

## Méthodologie
La liste prend en compte les aéronefs classés ou inscrits au titre des monuments historiques. La date correspond à l'année de protection, la localisation à leur dernier emplacement connu, ou leur emplacement actuel.

## Liste
| Commune                    | Lieu                                           | Désignation                                                                         | Type | Protection | Date de protection | Base Palissy   | Image                      |
| -------------------------- | ---------------------------------------------- | ----------------------------------------------------------------------------------- | ---- | ---------- | ------------------ | -------------- | -------------------------- |
| Cerny                      | Aérodrome de La Ferté-Alais                    | Avion bombardier quadrimoteur Boeing B 17 G 85 Pink Lady immatriculé F-AZDX         |      | classé     | 2012               | « PM91000782 » | Proposez une photo         |
| Cerny                      | Aérodrome de La Ferté-Alais                    | Avion de chasse Morane-Saulnier AI, n° de série 01, immatriculé F-AZAN              |      | classé     | 2012               | « PM91000776 » | Image manquante Téléverser |
| Marignane                  | Aéroport de Marseille-Provence                 | Avion de transport militaire Nord 2501 « Noratlas » N°105, immatriculé F-AZVM       |      | classé     | 2007               | « PM13001585 » | Proposez une photo         |
| Brétigny-sur-Orge          | Centre d'essais en vol de Brétigny-sur-Orge    | Avion bimoteur de transport Nord 260                                                |      | Inscrit    | 2010               | « PM91002829 » | Image manquante Téléverser |
| Brétigny-sur-Orge          | Centre d'essais en vol de Brétigny-sur-Orge    | Avion chasseur bombardier Vautour II n° 348                                         |      | Inscrit    | 2010               | « PM91002830 » | Image manquante Téléverser |
| Nantes                     | Aéroport de Nantes Atlantique                  | Avion de ligne Lockheed Super Constellation L 1049 C n° 4519                        |      | classé     | 2001               | « PM44000871 » | Image manquante Téléverser |
| Cerny                      | Aérodrome de La Ferté-Alais                    | Avion Morane-Saulnier 502, n° de série 320, immatriculé F-AZCP                      |      | classé     | 2012               | « PM91000780 » | Proposez une photo         |
| Cerny                      | Aérodrome de La Ferté-Alais                    | Avion Morane-Saulnier 185 dit Avionnette Morane, n° de série 01, immatriculé F-AZAZ |      | classé     | 2012               | « PM91000777 » | Image manquante Téléverser |
| Marcé                      | Musée régional de l'air d'Angers-Marcé         | planeur Weihe n° 3, immatriculation F-CRMX                                          |      | classé     | 1998               | « PM49001398 » | Image manquante Téléverser |
| Cerny                      | Aérodrome de La Ferté-Alais                    | Avion Blériot XI n°889, immatriculé F-AZBA                                          |      | classé     | 2012               | « PM91000781 » | Image manquante Téléverser |
| Marcé                      | Musée régional de l'Air d'Angers-Marcé         | Planeur Avia 40 P n° 117 immatriculé F-AZQP (ex BGA 680)                            |      | classé     | 2014               | « PM49001955 » | Image manquante Téléverser |
| Dax                        | École de l'aviation légère de l'armée de terre | Avion de reconnaissance de type Morane Saulnier M.505, matricule 656/19 F           |      | classé     | 1984               | « PM40000096 » | Image manquante Téléverser |
| Montélimar                 | Musée européen de l'aviation de chasse         | Chasseur monomoteur Potez 36-13 n° 3203, immatriculation F-AMEI                     |      | classé     | 2012               | « PM26000488 » | Image manquante Téléverser |
| Cerny                      | Aérodrome de La Ferté-Alais                    | Avion Morane-Saulnier 341, n° de série 4234/3, immatriculé F-ANVS                   |      | classé     | 2012               | « PM91000779 » | Image manquante Téléverser |
| Nantes                     | Aéroport de Nantes Atlantique                  | Avion de record Leduc RL-21 F-WJDT                                                  |      | classé     | 2003               | « PM44000872 » | Image manquante Téléverser |
| Cerny                      | Aérodrome de La Ferté-Alais                    | Avion Morane-Saulnier 230, n° de série 403, immatriculé F-AZAK                      |      | classé     | 2012               | « PM91000778 » | Image manquante Téléverser |
| Cerny                      | Aérodrome de La Ferté-Alais                    | Avion monoplane Morane Saunier type 138 n° 3220/138                                 |      | classé     | 1999               | « PM91000604 » | Image manquante Téléverser |
| Merville-Franceville-Plage | Batterie de Merville                           | Avion bimoteur Douglas C 47 n° 43-15-073 dénommé The SNAFU Special                  |      | classé     | 2014               | « PM14001330 » | Proposez une photo         |
| Réau                       | Aérodrome de Melun-Villaroche                  | Avion bimoteur à voilure à grand allongement Hurel-Dubois type HD-34 F-BHOO         |      | classé     | 2008               | « PM77002250 » | Proposez une photo         |